# Smail Morabit
Smail Morabit (* 5. Juli 1988 in Forbach) ist ein französischer Fußballspieler marokkanischer Herkunft.

## Karriere
Morabit begann seine Karriere beim französischen Klub US Forbach. Nachdem die Sportfreunde Köllerbach zur Saison 2007/08 in die deutsche Oberliga Südwest aufgestiegen waren, spielte Morabit ab dem Sommer 2007 für den Verein aus dem 20 Kilometer von Forbach entfernten Ort. Im Juni 2008 wechselte er zu Eintracht Braunschweig, die zuvor in die neugegründete 3. Liga aufgestiegen war. Er unterzeichnete einen Vertrag bis zum 30. Juni 2010 und gab sein Debüt im Profifußball am 26. Juli 2008, als er am ersten Spieltag der 3. Liga gegen den FC Erzgebirge Aue zu Beginn der zweiten Halbzeit für Tim Danneberg eingewechselt wurde. Der Stürmer verlängerte seinen im Sommer 2010 bei Eintracht Braunschweig auslaufenden Vertrag nicht und wechselte zu CS Fola Esch. Allerdings löste er nach nur einer Woche den Vertrag wieder auf und kehrte zu seinem früheren Verein, den Sportfreunden Köllerbach zurück. Ein Bänderriss beendete sein Engagement bei dem Oberligisten vorzeitig. Am 14. Juni 2011 unterschrieb er einen Zweijahresvertrag beim FC Rot-Weiß Erfurt für die 3. Liga. In der Saison 2011/12 war er die zweite Sturmspitze hinter Marcel Reichwein, der Ligatorschützenkönig wurde. Er selbst erzielte neun Tore in 32 Partien. Zur Saison 2013/14 wechselte Morabit in die 2. Bundesliga zum VfL Bochum. Dort konnte er sich in der Vorbereitung aber nicht wie erhofft durchsetzen. Um Spielpraxis zu sammeln, wurde Morabit im August 2013 bis zum Saisonende 2014 in die 3. Liga an den 1. FC Heidenheim verliehen und anschließend vom nun zweitklassigen Verein verpflichtet. Im Januar 2017 schloss sich Morabit dem FSV Frankfurt an. Beim FSV unterschrieb er einen Vertrag bis zum 30. Juni 2019. Nachdem Morabit den Abstieg mit den Frankfurtern nicht verhindern konnte, schloss er sich der SV Elversberg in der Regionalliga Südwest an. An der Kaiserlinde erhielt Morabit einen bis zum Sommer 2019 gültigen Vertrag. Doch schon im Oktober 2018 wurde sein Vertrag vorzeitig aufgelöst und Morabit spielte seitdem wieder in Frankreich. Nach den Stationen Sarreguemines FC und US Sarre-Union stand er ab dem Sommer 2020 beim Amateurverein SSEP Hombourg-Haut unter Vertrag. Aber wiederum nur ein Jahr später verpflichtete ihn der luxemburgische Erstligist US Bad Mondorf. Zur Saison 2022/23 wechselte Morabit dann weiter zum Ligarivalen Swift Hesperingen. Doch schon am 18. November 2022 schloss er sich wieder seinem Heimatverein US Forbach an. Nach Saisonende wechselte der Stürmer dann erneut zum SSEP Hombourg-Haut.

## Erfolge
- WFV-Pokalsieger: 2014
- Saarlandpokalsieger: 2018